# Halwa di carote
L'halwa di carote, anche detto gajar ka halwa o gajar halwa, è un dolce indiano e pakistano. Oltre alle carote grattugiate, il dolce contiene latte, ghī (un burro chiarificato diffuso nel subcontinente indiano) e formaggio khoa. Viene spesso servito, caldo o freddo, con mandorle e pistacchi tritati. Ne esistono alcune versioni con crema di latte, zafferano e acqua di rose.

## Storia
L'halwa di carote è originario dell'India del Nord e del Pakistan. L'alimento è oggi diffuso in tutta l'India, dove viene consumato in inverno e durante i matrimoni e le cerimonie.